# San Pedro de Atacama
San Pedro de Atacama är en stad i provinsen El Loa i nordöstra Chile. Staden ligger nära gränsen till Bolivia, cirka 100 km sydost om Calama, och folkmängden uppgår till cirka 5 000 invånare. Cirka fem mil söder om San Pedro de Atacama ligger saltöknen Salar de Atacama, där en av världens största litiumreserver som utvinns finns. Området stod år 2008 för nästan 30 procent av världens produktion av litiumkarbonat.

## Historia
Staden, som är Chiles äldsta, tros ha grundats av inkaindianen Túpac Yupanqui cirka 1459. Diego de Almagro besökte staden 1536. 1540 kom Pedro de Valdivia och stannade här när han kom från Peru, för att sedan erövra Chile.